# 1910 en Colombie-Britannique
Chronologie de la Colombie-Britannique
- 1906
- 1907
- 1908
- 1909
- 1910
- 1911
- 1912
- 1913
- 1914

Cette page concerne des événements qui se sont produits durant l'année 1910 dans la province canadienne de Colombie-Britannique.

## Politique
- Premier ministre : Richard McBride .
- Chef de l'Opposition :
- Lieutenant-gouverneur : Thomas William Paterson
- Législature :

## Naissances
- 12 juillet à Keremeos: Francis Xavier (Frank) Richter Jr.[1], mort le 20 novembre 1977, est une personnalité politique canadienne.

- 23 août à Victoria : John Nesbitt, acteur, producteur et scénariste canadien mort le 10 août 1960 à Carmel-by-the-Sea (États-Unis).